# Округ Ескамбија (Флорида)
Ескамбија (енгл. Escambia County) је округ у америчкој савезној држави Флорида. По попису из 2010. године број становника је 297.619.

## Демографија
Према попису становништва из 2010. у округу је живело 297.619 становника, што је 3.209 (1,1%) становника више него 2000. године.
| Група             | 2000.           | 2010.           |
| Белци             | 208.678 (70,9%) | 196.901 (66,2%) |
| Афроамериканци    | 63.010 (21,4%)  | 68.282 (22,9%)  |
| Азијати           | 6.519 (2,2%)    | 8.174 (2,7%)    |
| Хиспаноамериканци | 7.935 (2,7%)    | 14.061 (4,7%)   |
| Укупно            | 294.410         | 297.619         |